# Alicia Nafé
Alicia Nafé (Buenos Aires, 4 de agosto de 1947) es una mesosoprano argentina. Obtuvo el Premio Konex en 1989 como una de las 5 mejores cantantes de ópera de la historia de la Argentina.
En su discografía figuran:
- La clemenza di Tito
- Così fan tutte
- Las bodas de Fígaro
- Un disco de madrigales
- Un disco de arias de Claudio Monteverdi
- La vida breve

### Citas
1. ↑  «Alicia Nafé» (en inglés). Naxos. Consultado el 9 de agosto de 2018.